# Claudio Lombardi
Claudio Lombardi, né le 12 mai 1942 à Alexandrie, en Italie, est un ingénieur italien de Formule 1. Il est notamment connu avoir été le directeur de la Scuderia Ferrari au début des années 1990.

## Biographie
Étudiant en ingénierie mécanique à l'université de Bologne, Claudio Lombardi est ensuite recruté par le centre de recherche de Fiat en 1968, avant de concevoir des moteurs pour Lancia, alors engagé en championnat du monde des rallyes et en championnat du monde des voitures de sport. En 1975, Lombardi devient directeur technique de la Scuderia Lancia après le départ de Cesare Fiorio en Formule 1 pour la Scuderia Ferrari.
En 1989, Fiorio pousse Lombardi à le rejoindre chez Ferrari. Lorsque Fiorio quitte l'écurie au cheval cabré à la fin 1991, le nouveau président de Ferrari, Luca di Montezemolo nomme Lombardi à la direction de la Scuderia Ferrari, jusqu'à son remplacement en 1993 par Jean Todt. Cette année-là, Lombardi est chargé de la conception des moteurs V12 de l'écurie et obtient les deux dernières victoires d'un bloc V12 en Formule 1, au Grand Prix d'Allemagne 1994 avec Gerhard Berger et au Grand Prix du Canada 1995 avec Jean Alesi .
En 1994, Lombardi est rejoint le programme GT de Ferrari. De 2000 à 2010, il est consultant technique pour Aprilia et conçoit le moteur Aprilia RSV4 qui permet à Max Biaggi de s'adjuger le titre de champion du monde de Superbike en 2010. Depuis 2011, Lombardi est semi-retraité et travaille en tant que consultant auprès de l'industrie automobile, où il réfléchit au développement des énergies renouvelables et des voitures électriques,.